# Roger de Lageneste
Roger de Lageneste (Ginevra, 30 dicembre 1929 – Genthod, 14 ottobre 2017) è stato un pilota automobilistico francese, impegnato nelle gare della Gran Turismo, nei rallies e nelle gare sport.
Nipote di Jean Pierre Peugeot, iniziò a correre nel 1956 con una Peugeot 203 nella Marathon de la route, per poi passare all'Alfa Romeo con cui vince il Tour de Corse nel 1957, ed il Rallye di Parigi nel 1959, e sempre a bordo delle auto della Casa del Biscione, vince il Rallye di Ginevra, e la Coupe des Alpes del 1960 a bordo di un Alfa Romeo Giulietta SZ, e sempre nello stesso anno, diventa campione di Francia a bordo della Giulietta.
Sempre nel 1959 fa il suo esordio anche nelle gare sport dove partecipa alla 24 ore di Lemans a bordo di una Stanguellini, per poi passare tre anni dopo a bordo di un Abarth sport, ed accasarsi nel 1964 all'Alpine Renault con cui vince il campionato sport francese, e con cui partecipa ininterrottamente alle 24 Ore di Le Mans fino al 1967, anno del suo ritiro dalle gare sport